# عدد
شماره (به عربی: عدد) یا نُمره (به فرانسوی: Nombre) یکی از مفاهیم پایه‌ای ریاضیات است. این مفهوم بسیار پیچیده و مورد بحث است و در گذشته بیشتر مورد کاوش و تفکر قرار می‌گرفت، نقل است که افلاطون در بخشی از سفرهای خود با عقاید عجیب فیثاغورسی از جمله این که اعداد از اجسام فیزیکی پیرامون انسان هم واقعی‌تر هستند آشنا شد. در آغاز شماره برای شمارش و اندازه‌گیری به کار می‌رفت ولی بعدها ریاضی‌دانان مفهوم آن را پیش بردند و مفهوم شماره صفر، عدد منفی، عدد موهومی و عدد مختلط را نوآوری کردند.
عملیات ریاضی شامل روش‌های ویژه‌ای است که یک یا چند شماره را به عنوان درونی دریافت و یک عدد را به عنوان بیرونی می‌سازد.
عملیات یکانی تنها یک شماره را به عنوان درونی (ورودی) دریافت و تولید یک عدد بیرونی (خروجی) می‌کند. برای نمونه، عملیات شمارش یک عملیات یکانی است که به یک شماره (عدد) صحیح شمارهٔ یک را می‌افزاید و بنابرین دنباله شمارهٔ ۴ می‌شود ۵. عملیات دوتایی (باینری) دو شمارهٔ درونی دریافت و یک شمارهٔ بیرونی پرداخت می‌کند. نمونه‌هایی از عملیات دوتایی (باینری) عبارتند از: جمع (افزودن)، تفریق (کاستن)، ضرب (زدن یا کوبیدن)، تقسیم (بخشیدن یا بخش کردن) و توان. مطالعه و خواندن عملیات عددی (شماره‌ای) را حساب می‌نامند.

## دسته‌بندی اعداد

گونه‌های گوناگونی از شماره‌ها در جاهای گوناگون به‌کارگرفته می‌شود. شماره‌ها به مجموعه‌ها دسته‌بندی شده‌اند. این مجموعه‌ها عبارت‌اند از:
- مجموعهٔ اعداد طبیعی
- مجموعهٔ اعداد حسابی
- مجموعهٔ اعداد صحیح
- مجموعهٔ اعداد گویا
- مجموعهٔ اعداد حقیقی
- مجموعهٔ اعداد مختلط.

اعداد طبیعی اعدادی هستند که برای شمارش (بطور مثال در «شش سکه روی میز است») و برای ترتیب (بطور مثال در «این سومین شهر در کشور است») به کار می‌روند. مجموعهٔ اعداد طبیعی نسبت به جمع و ضرب بسته‌است ولی نسبت به دیگر اعمال جبری بسته نیست. این امر و دیگر نارسایی‌های اعداد طبیعی (از جمله وجود عدد همانی جمع (صفر) و وارون جمعی یک عدد، که هیچ‌کدام در مجموعهٔ اعداد طبیعی نیستند) سبب شد سامانهٔ اعداد به مجموعهٔ اعداد صحیح گسترش یابد:
- {\displaystyle \mathbb {Z} =\cdots -2,-1,0,1,2,\cdots }

مجموعهٔ اعداد صحیح با {\displaystyle \mathbb {Z} } نشان داده می‌شود که حرف اول کلمهٔ آلمانی Zahl به معنای «عدد» است.
با استفاده از ویژگی‌های تقسیم می‌توان نشان داد اعدادی وجود دارند که عضو مجموعهٔ اعداد صحیح نیستند. مجموعهٔ اعداد گویا از اعداد صحیح بزرگتر است. هر عدد گویا برابر حاصل کسر {\displaystyle {\frac {m}{n}}} است که در آن m و n هر دو جزء اعداد صحیحند و n صفر نیست. مجموعهٔ اعداد گویا با {\displaystyle \mathbb {Q} } نشان داده می‌شود که حرف اول کلمهٔ Quotient به معنای «خارج قسمت» است.
از اثبات وجود اعدادی مانند {\displaystyle {\sqrt {2}}} (اندازهٔ قطر مربعی به ضلع ۱) و {\displaystyle \pi } (اندازهٔ محیط دایره‌ای به قطر ۱) نتیجه می‌شود که اعدادی هستند که عضو مجموعهٔ اعداد گویا نیستند؛ بنابراین مجموعهٔ عددی بزرگتر از اعداد گویا هم هست که به مجموعهٔ اعداد حقیقی موسوم است و با {\displaystyle \mathbb {R} } نشان داده می‌شود که حرف اول کلمهٔ Real به معنای «حقیقی» است. 

مجموعهٔ اعداد حقیقی علاوه بر همهٔ اعداد گویا شامل اعداد غیرگویا (اعداد گنگ) نیز می‌شود. اعداد گنگ اعدادی هستند که نمی‌توان آن‌ها را به صورت کسر دو عدد صحیح نوشت و شکل اعشاریشان تا بی‌نهایت ادامه پیدا می‌کند.

## تاریخ پیدایش اعداد
در آغاز، مفهوم عدد بسیار محدود بود. حتی اعداد را تا ۲ بیشتر نمی‌توانستند بشمارند. نخستین اعدادی که انسان در جایی نگاشته اعداد صحیح مثبت مثل یک، دو، سه و … بوده. پیش از ابداع عدد صفر ریاضیات توان پیشرفت چندانی نداشت و این ریاضی دانان هندی بودند که در حدود سدهٔ هفتم میلادی به استفاده از عدد صفر سامان بخشیدند و موجب رواج آن شدند. برای عدد، مرزی برای شمار داشتند. برای نمونه، زمانی در بسیاری جاها، مرز شمار، عدد ۶ بود. تا ۶ می‌شمردند و پس از آن را «بسیار» می‌گفتند.
در زبان روسی نیز ضرب‌المثلی به این مفهوم وجود دارد که «هفت نفر منتظر یک نفر نمی‌مانند»، که بازهم منظور این است که تعداد زیادی منتظر یک نفر نمی‌مانند.
همچنین در داستان‌ها، وقتی از پادشاهی صحبت می‌شود که در قصری است که هفت برج و بارو دارد، یا هفت دریا، هفت سرزمین، هفت آسمان و… همه جا «هفت» به معنای بسیار به کار رفته‌است.
عدد سیزده نیز چنین سرنوشتی دارد. دوازده را «دوجین» می‌گفتند و چون پس از آن را نمی‌شناختند، روی آن نام «دوجین شیطانی» گذاشتند. از اینجا، عدد سیزده نحس شد. چرا که پس از دوازده برای آن‌ها ناشناخته بود و خبر از ابهام و تاریکی می‌داد. البته پیشامدها یا روایت‌هایی هم به نحسی سیزده کمک کرد. مثلاً روایتی هست مبنی بر این که در شام آخر، نفر سیزدهم به عیسای مسیح خیانت کرد و او را لو داد. وگرنه عدد ۱۳ با عددهای دیگر هیچ تفاوتی ندارد.
(نمونه‌های دیگری هم از این‌گونه، برای برخی عددها داریم. چلچراغ به‌معنای درست ۴۰ چراغ نیست. هزارپا نیز به‌معنای این نیست که این جانور ۱۰۰۰ پا دارد).
برخی عددها هم نشانهٔ عدد شماری بوده‌است. دست پنج انگشت دارد و اغلب چیزها را به یاری انگشتان دست و پا می‌شمردند. واژهٔ پنج از پنجه گرفته شده‌است. زیرا پنجه دارای ۵ انگشت است. در زبان فارسی، واژهٔ سی با واژهٔ سه، هم‌ریشه است. همین‌طور چهل با چهار، پنجاه با پنج و… ولی واژهٔ بیست، هیچ ربطی به واژهٔ «دو» ندارد. این نشانهٔ آن است که عدد ۲۰ به معنای مجموعهٔ انگشتان دست و پاست و در زمان‌های دور، مبنای عدد شماری بوده‌است. در زبان فرانسوی به بیست می‌گویند «وَن» که هیچ ربطی به (دو=deux) ندارد. به جز آن، به هشتاد می‌گویند «چهار بیست تا» و به نود می‌گویند «چهار بیست تا و ده تا».
تنها در دوره‌ای از پیشرفت تمدّن به بی‌پایان بودن عددهای طبیعی پی بردند و به‌عنوان نمونه، اقلیدس (سدهٔ سوّم پیش از میلاد) ثابت کرد که تعداد عددهای اوّل، بی‌نهایت است.

## گونه‌های نوشتاری اعداد انگلیسی/پارسی

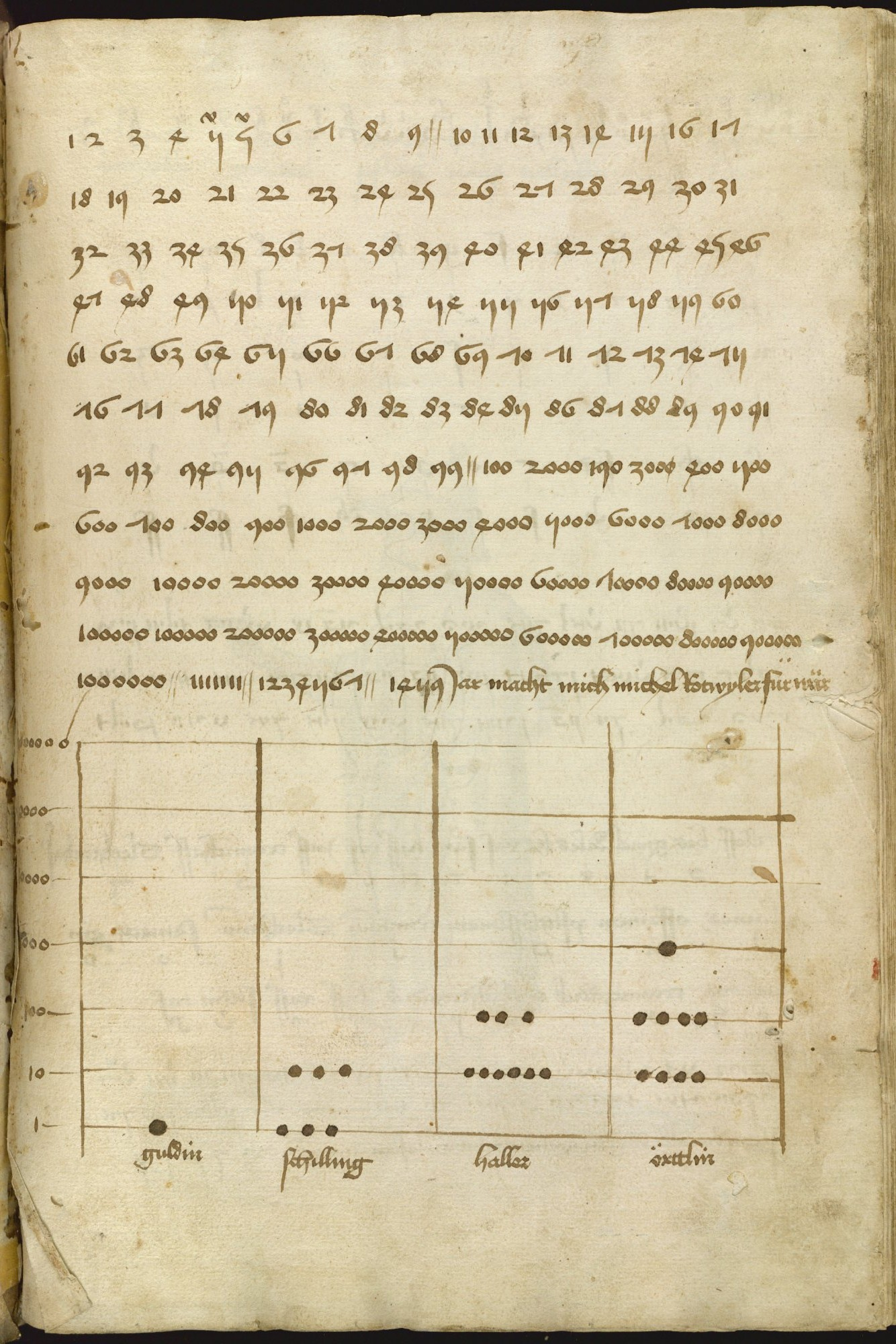
یک نوشتهٔ آلمانی که عددهای لاتین را به جای عددهای رومی آموزش می‌داد.

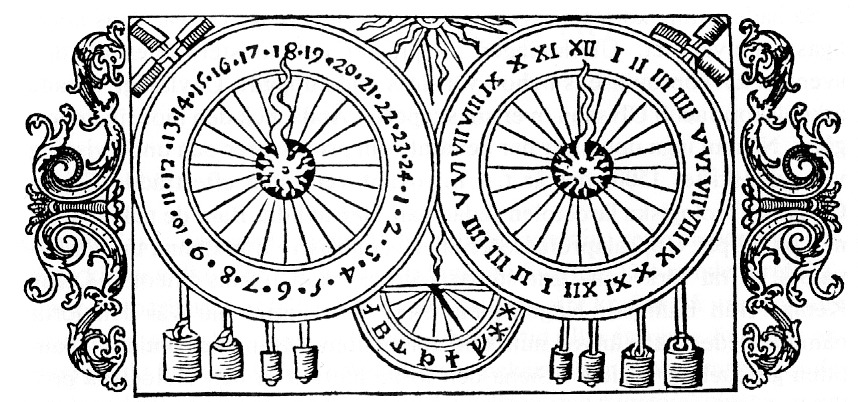
ساعت نجومی ساخته شده از چوب و متعلق به قرن شانزدهم که اعداد لاتین و رومی را نشان می‌دهد.

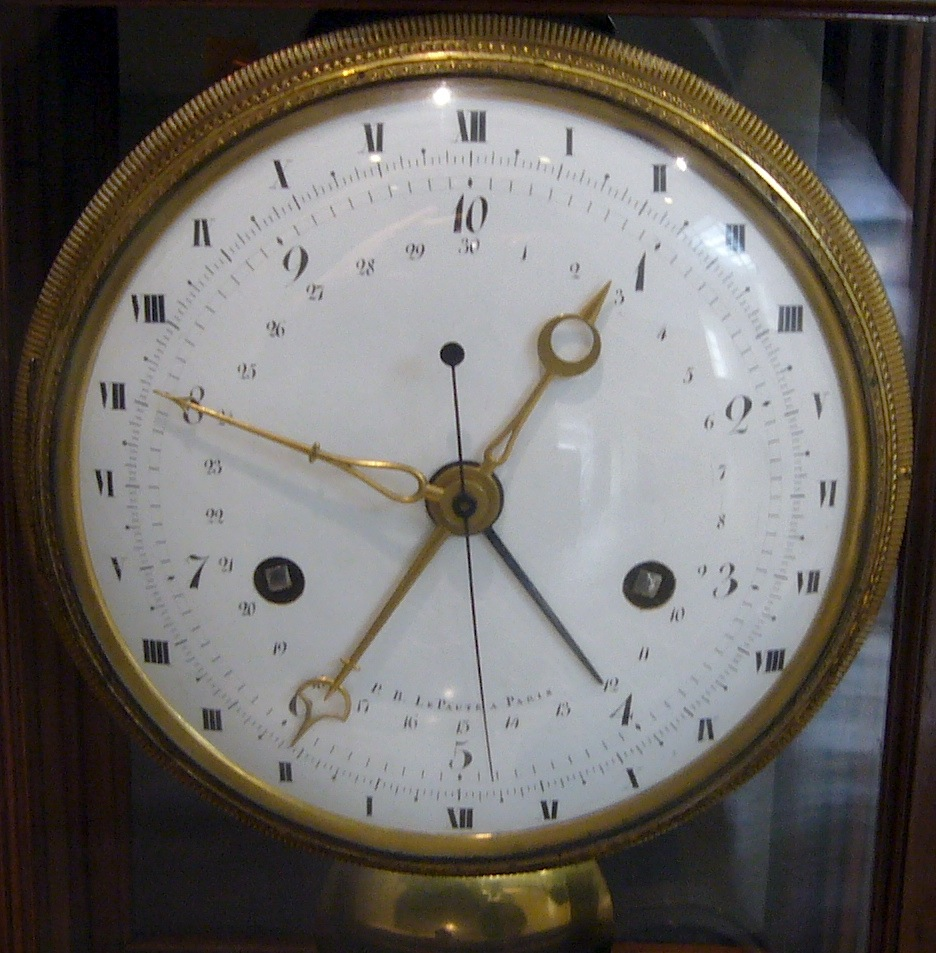
یک ساعت «دهدهی» (دسیمال) متعلق به قرن هجدهم.

- روش نوشتن اعداد در پارسی و عربی به یک شکل است اما کشورهای عربی تقریباً در ۵۰ سال گذشته مدل نوشتن اعداد به سبک غربی را بیشتر بکار می‌برند. اروپاییان تا حدود ۵۰۰ سال پیش از عددنویسی رومی به صورت I. II.III IV.VI ,... استفاده می‌کردند که در نوشتن اعداد چند رقمی بزرگ کار سختی بود. آن‌ها ۵۰۰ سال قبل برای اولین بار نوشتن اعداد را به سبک عربی بکار گرفتند و آن را بهبود بخشیدند و تفاوت اعداد در نوشتن عربی با غربی بسیار اندک است.